# Vuelo 982 de Ozark Air Lines
El vuelo 982 de Ozark Air Lines era un vuelo regular programado el 27 de diciembre de 1968, con origen en el Aeropuerto Regional de Sioux Falls y destino final en el Aeropuerto Internacional O'Hare, con escala en el Aeropuerto Sioux Gateway, que se estrelló poco después del despegue. El avión impactó contra el suelo aproximadamente a 500 pies del extremo de la pista y se detuvo a unos 1200 pies del final de la pista. Treinta y cinco de los 64 pasajeros y cuatro tripulantes del vuelo fueron trasladados a hospitales de la zona, en su mayoría para recibir tratamiento por cortes y rasguños menores.

## Antecedentes
Ozark Airlines comenzó a operar en Sioux City el 9 de agosto de 1955. Este fue el primer accidente de un jet DC-9 de Ozark desde el inicio de su uso el 8 de julio de 1966.

### Aeronave
La aeronave involucrada en el accidente era un Douglas DC-9-15 con un año de antigüedad, matrícula N974Z. La aeronave había acumulado 3.458 horas de vuelo.

### Tripulación
El vuelo era comandado por el capitán Patrick G. Sweeney, de 48 años, quien tenía 19.145 horas de vuelo, incluyendo 63 en el DC-9. El copiloto era John T. Schmeltz, de 33 años al momento del accidente. Tenía 6.048 horas de vuelo, de las cuales 20 eran en este tipo de avión.

## Accidente
Según el informe de la NTSB: "Aproximadamente a las 07:11 hora local, la aeronave se estrelló a media milla al norte del aeropuerto en una zona boscosa. No hubo víctimas mortales. De los 64 pasajeros y cuatro miembros de la tripulación, 11 pasajeros fueron hospitalizados con heridas leves y tres tripulantes resultaron con heridas graves. La aeronave fue destruida en el accidente. No hubo incendio. El vuelo 982 inició su despegue en la pista 35 con la tripulación de vuelo consciente de que había hielo en las alas. La aeronave despegó y el tren de aterrizaje fue seleccionado en posición de retraído por el primer oficial. El capitán comenzó a apagar las luces de aterrizaje y rodaje. Mientras el tren de aterrizaje comenzaba a retraerse, la aeronave giró bruscamente y de forma violenta hacia la derecha, alcanzando un ángulo de inclinación estimado por la tripulación en 90°. El capitán aplicó potencia adicional y timón izquierdo en un intento por nivelar las alas. Al no notar una respuesta inmediata, aplicó alerón izquierdo. Con la aplicación del alerón izquierdo, el ala derecha se elevó; sin embargo, el giro continuó hacia la izquierda hasta que el ala izquierda tocó la pista. En ese momento, el capitán interrumpió el despegue. Aproximadamente a 110 pies más allá del umbral de despegue de la pista 35, logró nivelar las alas antes del contacto final con el suelo. La aeronave se detuvo en un grupo de árboles aproximadamente a 1.181 pies más allá del extremo de salida de la pista 35."

## Investigación
Según el informe de la NTSB, la causa probable fue: "Una pérdida de sustentación cerca del límite superior del efecto suelo, con la posterior pérdida de control como resultado de las penalizaciones aerodinámicas y de peso debido a la formación de hielo en los perfiles alares. La tripulación de vuelo no hizo que se retirara el hielo de los perfiles alares antes del intento de despegue desde Sioux City. La junta también concluye que la tripulación seleccionó un empuje de despegue inadecuado para la condición de peso bruto existente de la aeronave."
La empresa Anderson Construction tardó 12 horas en recuperar y remolcar la aeronave de 27,5 toneladas hasta el hangar de la Guardia Aérea Nacional para su posterior examen por parte de la NTSB.

## Consecuencias
Según el gerente de la Oficina de Prensa de Ozark en San Luis, Charles R. Ehlert, fue "el primer accidente de importancia para la aerolínea". La aeronave, valorada en 3 millones de dólares (equivalente a 27.100.000 dólares en 2024), fue considerada pérdida total.